# Narcissus bicolor
Narcissus bicolor es una especie de planta bulbosa perteneciente a la familia de las amarilidáceas que es endémica de España y Francia en los Pirineos.

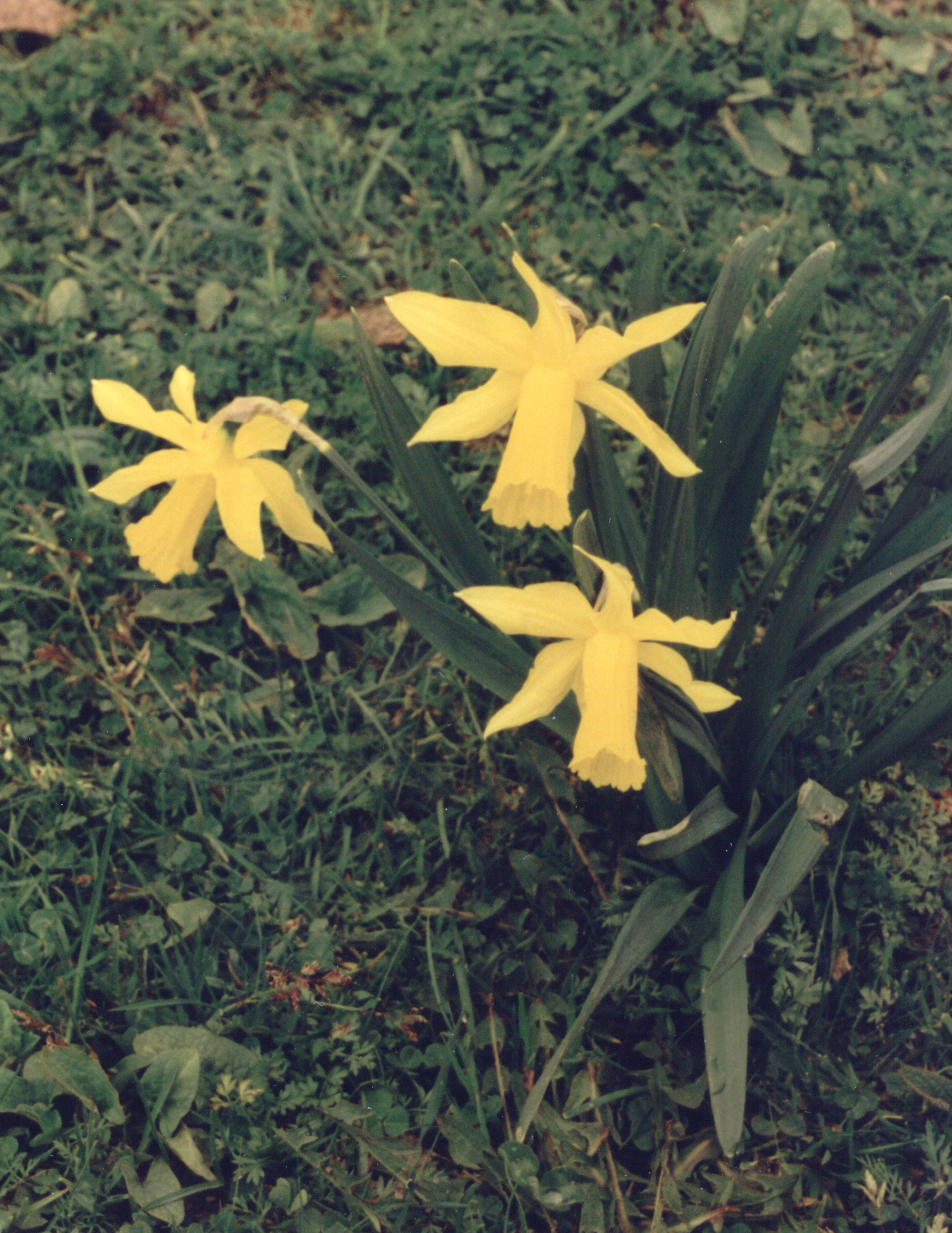
Detalle de las flores

## Descripción
Es un  narciso clásico, con grandes flores. Es similar a Narcissus abscissus, pero con los  pétalos de color amarillo pálido y una corona de color amarillo oscuro.  Crece a lo largo de la frontera franco-española.

## Taxonomía
Narcissus bicolor fue descrita por Carlos Linneo y publicado en Species Plantarum ed. 2, 1:415, en el año  1762.
Citología
Número de cromosomas de Narcissus bicolor (Fam. Amaryllidaceae) y táxones infraespecíficos: 
2n=14
Etimología
Narcissus nombre genérico que hace referencia  del joven narcisista de la mitología griega Νάρκισσος (Narkissos) hijo del dios río Cephissus y de la ninfa Leiriope; que se distinguía por su belleza. 
El nombre deriva de la palabra griega: ναρκὰο, narkào (= narcótico) y se refiere al olor penetrante y embriagante de las flores de algunas especies (algunos sostienen que la palabra deriva de la palabra persa نرگس y que se pronuncia Nargis, que indica que esta planta es embriagadora). 
bicolor: epíteto latino que significa "con dos colores".
Sinonimia
- Ajax bicolor (L.) Salisb., Trans. Hort. Soc. London 1: 346 (1812).
- Jonquilla bicolor (L.) Raf., Fl. Tellur. 4: 21 (1838).
- Narcissus pseudonarcissus var. bicolor (L.) Willk. et Lange, Prodr. Fl. Hispan. 1: 151 (1861).
- Panza bicolor (L.) Salisb., Gen. Pl.: 99 (1866).
- Narcissus major var. bicolor (L.) Nyman, Consp. Fl. Eur.: 709 (1882), nom. illeg.
- Narcissus pseudonarcissus subsp. bicolor (L.) Baker, Handb. Amaryll.: 4 (1888).
- Narcissus tubiflorus Salisb., Prodr. Stirp. Chap. Allerton: 221 (1796).
- Narcissus sibthorpii Haw., Trans. Linn. Soc. London 5: 24 (1800).
- Ajax lorifolius Haw., Suppl. Pl. Succ.: 119 (1819).
- Narcissus lobularis Schult. et Schult.f. in J.J.Roemer et J.A.Schultes, Syst. Veg. 7: 1732 (1830).
- Narcissus lorifolius (Haw.) Schult. et Schult.f. in J.J.Roemer et J.A.Schultes, Syst. Veg. 7: 944 (1830).
- Ajax maximus Haw., Monogr. Narciss. 3: 23 (1831).
- Ajax rugilobus Haw., Monogr. Narciss.: 3 (1831).
- Ajax tubiflorus (Salisb.) Herb., Amaryllidaceae: 303 (1837).
- Narcissus cambricus Steud., Nomencl. Bot., ed. 2, 2: 181 (1841).
- Narcissus rugilobus (Haw.) Steud., Nomencl. Bot., ed. 2, 2: 183 (1841).
- Narcissus pseudonarcissus var. concolor Bromf., Fl. Vect. 2: 497 (1856).
- Narcissus pseudonarcissus var. broomfieldii Syme in J.E.Smith, Engl. Bot., ed. 3, 9: 158 (1869).
- Narcissus pseudonarcissus var. lorifolius (Haw.) Gillot, Bull. Soc. Bot. France 30: 15 (1883).
- Narcissus tubulosus Bald., Nuovo Giorn. Bot. Ital., n.s., 6: 351 (1899).
- Narcissus obvallaris var. toscanus Pugsley, J. Roy. Hort. Soc. 58: 56 (1933).
- Narcissus pseudonarcissus var. concolor (Bromf.) Pugsley, J. Roy. Hort. Soc. 58: 56 (1933).

## Nombre común
- Castellano: narciso.[6]